# جان چهارم، دوک برتانی
جان چهارم، دوک بریتانی (انگلیسی: John IV, Duke of Brittany; september–december 1339 – ۱ نوامبر ۱۳۹۹ (aged 59–60)) حاکم اهل دوک‌نشین بریتانی بود.